# ادوارد فون لوتکن
ادوارد فون لوتکن (آلمانی: Eduard von Lütcken; ۲۶ اکتبر ۱۸۸۲ – ۱۵ سپتامبر ۱۹۱۴) سوارکار اهل امپراتوری آلمان بود.